# Пјетрабруна
Пјетрабруна (итал. Pietrabruna) је насеље у Италији у округу Империја, региону Лигурија.
Према процени из 2011. у насељу је живело 365 становника. Насеље се налази на надморској висини од 372 м.

## Становништво
Према резултатима пописа становништва 2011. у општини је живело 541 становника.
| 1931. | 1936. | 1951. | 1961. | 1971. | 1981. | 1991. | 2001. | 2011. |
| ----- | ----- | ----- | ----- | ----- | ----- | ----- | ----- | ----- |
| 962   | 954   | 904   | 804   | 705   | 632   | 577   | 560   | 541   |